# Maggie May
"Maggie May" (ou "Maggie Mae") é uma canção folk tradicional de Liverpool. Ela fala sobre uma prostituta que cometeu um furto. Serviu como hino informal de Liverpool por 180 anos. Foi regravada pelos Beatles e lançada no álbum Let It Be, de 1970.